# Heinrich Wachs (Mediziner)
Heinrich Wachs (* 4. August 1822 in Breitenbach am Herzberg; † 26. Februar 1895 in Hademarschen) war ein deutscher Mediziner, Gutsbesitzer und Abgeordneter.

## Leben
Wachs besuchte die Gymnasien in Marburg, Hersfeld und Hanau. Er studierte Medizin an der Philipps-Universität Marburg. 1844 wurde er Mitglied des Corps Hasso-Nassovia, dessen Ehrenmitglied er später wurde. Er nahm von 1848 bis 1851 an der Schleswig-Holsteinischen Erhebung teil. Danach bereiste er Südamerika mit längeren Aufenthalten in Rio de Janeiro, Montevideo und Buenos Aires. In der Brasilianischen Armee wurde er Generalarzt. 1853 kehrte er nach Schleswig-Holstein zurück, wo er 1857 das Gut Hanerau erwarb. Wachs war Mitglied des Kreistages des Kreises Rendsburg, des Provinziallandtages Schleswig-Holstein von 1870 bis 1878 und stellvertretendes Mitglied des Provinzialausschusses.
Zwischen 1873 und 1879 war er Mitglied des Preußischen Abgeordnetenhauses. Für die Nationalliberale Partei vertrat er 1874–1881 den Wahlkreis Provinz Schleswig-Holstein 4 (Tondern, Husum, Tönning) im Reichstag (Deutsches Kaiserreich).